# Cosmas Damian Asam

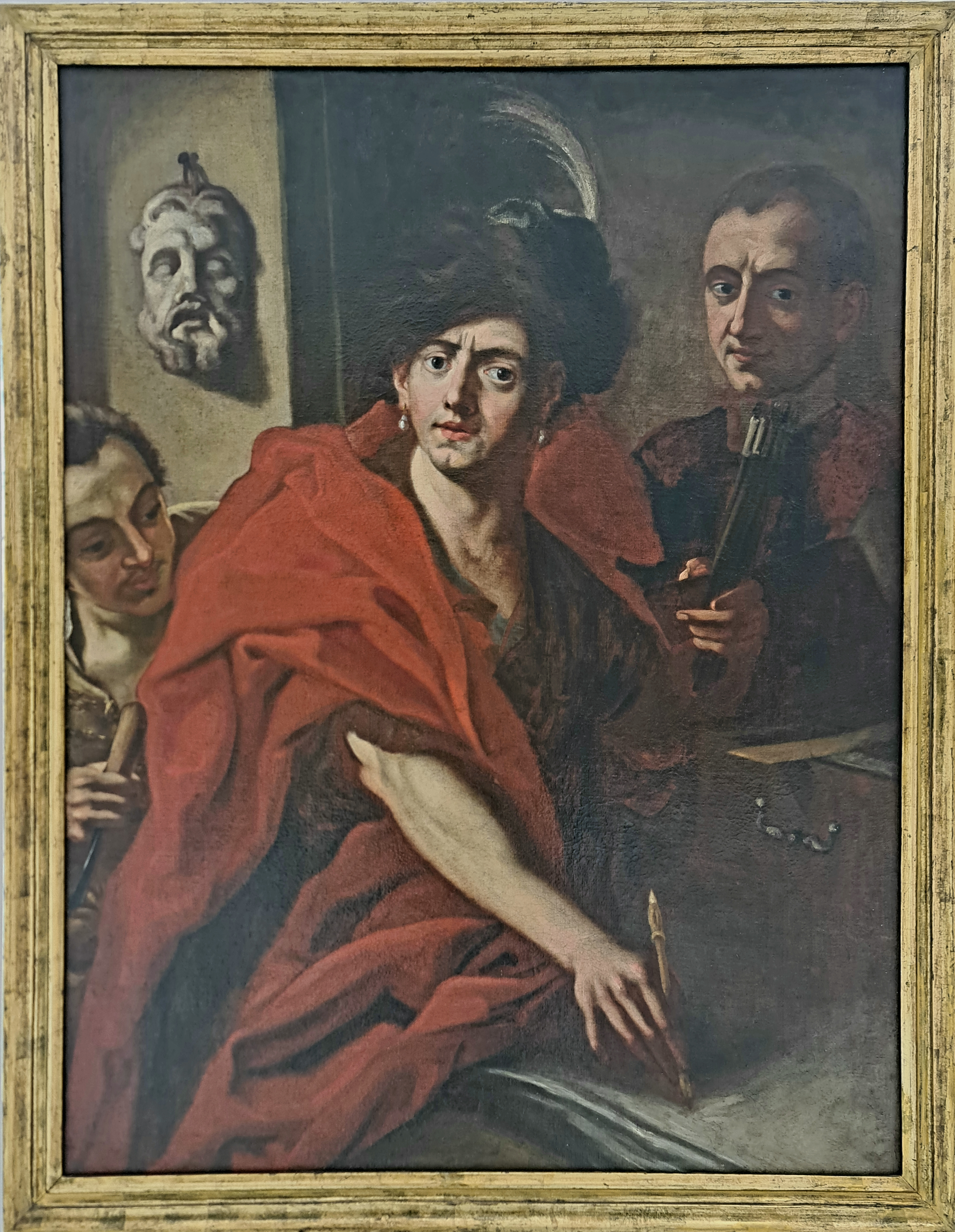
Cosmas Damian Asam

Cosmas Damian Asam (~ 28. September 1686 in Benediktbeuern; † 10. Mai 1739 in München) war ein bedeutender Maler und Architekt des süddeutschen Barock. Zusammen mit seinem Bruder Egid Quirin schuf er St. Johann Nepomuk in München, St. Georg in Weltenburg und viele weitere Kirchen; allein St. Maria vom Sieg in Ingolstadt.

## Leben

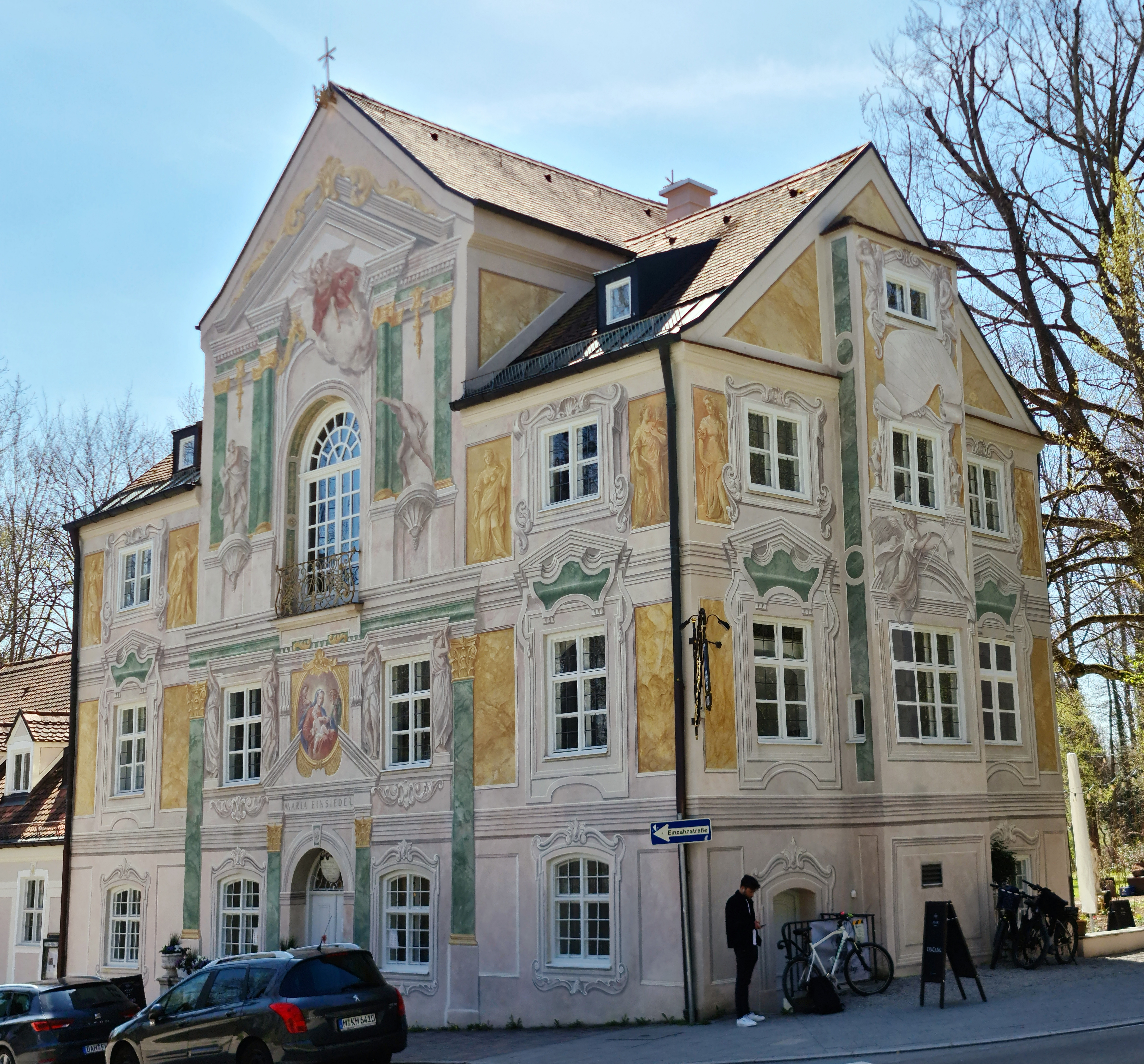
Asam-Schlössl in München, Wohnhaus von Cosmas Damian Asam

Cosmas Damian Asam, dessen Geburtsdatum nicht überliefert ist, wurde nachweislich am 28. September 1686 in Benediktbeuern getauft. Er war Sohn des Kirchenmalers Hans Georg Asam und gilt als einer der Hauptmeister der süddeutschen Deckenmalerei zwischen Barock und Rokoko. Er wirkte, teils zusammen mit seinem Bruder Egid Quirin Asam, bei der Ausgestaltung der Schlösser in Bruchsal, Ettlingen und Mannheim und der Klosterkirche Weingarten.
Zum Leben und Werk der Brüder Asam siehe Brüder Asam. Die Deutsche Bundespost gab zu Asams 250. Todestag im Jahr 1989 eine Gedenkmarke mit dem Wert 60 Pfennig heraus; sie zeigt Cosmas Damian Asam vor dem Deckenfresko in der Klosterkirche Weltenburg. Die Klosterbrauerei Weltenburg widmete den Brüdern Asam aufgrund ihrer umfangreichen künstlerischen Tätigkeiten im Kloster den Asambock, ein dunkles Bockbier.

## Werke (Auswahl)
- um 1715: Gemälde des Erzengels Michael in der Abteikirche St. Michael (Kloster Metten)
- um 1726–1730: Bild des Rosenkranz-Altares in der Abteikirche St. Michael (Kloster Metten)
- um 1720: Zwei große Leinwandbilder Maria Immaculata und Schutzengel im Chor der Pfarrkirche St. Laurentius in Tittmoning, anfangs in der Korbiniankapelle in Weihenstephan
- ab 1730 Schloss Alteglofsheim
- ab 1738: Fresken in der Wallfahrtskirche Herrgottsruh (Friedberg)
- Fresken in der Kirche von Kloster Michelfeld